# مايك وونغ مون هينج
مايك وونغ مون هينج هو لاعب كرة قدم ومدرب كرة قدم صيني، ولد في 3 أكتوبر 1965 في سنغافورة. شارك مع منتخب بروناي لكرة القدم.